# Inneres Sendlinger Tor

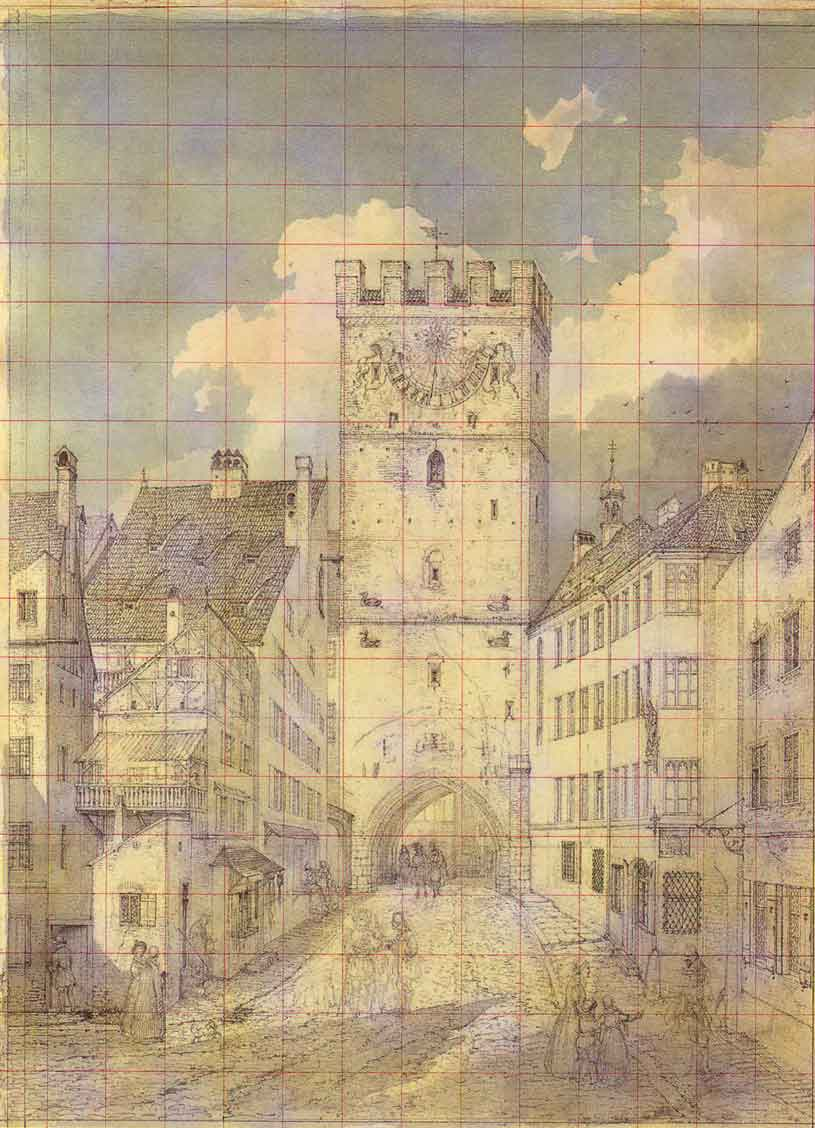
Inneres Sendlinger Tor

Das Innere Sendlinger Tor war eines der fünf Stadttore der gegen Ende des 12. Jahrhunderts erbauten ersten Stadtmauer des mittelalterlichen Münchens.  Es lag im Süden der Altstadt ungefähr an der Stelle, an der die Verlängerung der heutigen Rosenstraße auf den Straßenzug Färbergraben – Rosental trifft.

## Geschichte
Erstmals urkundlich erwähnt wurde das Innere Sendlinger Tor 1289. Es war ein einfacher Turm mit Tordurchfahrt. 1319 wurde der Torturm in das Stadthaus der Großbürgerfamilie Pütrich einbezogen und nach ihnen Pütrichturm genannt, im 16. Jahrhundert wurde er nach seiner bunten Fassadenbemalung als Blauententurm bezeichnet. Nach seinen Besitzern im 18. Jahrhundert hieß das Tor auch Ruffiniturm. 1808 wurde es abgerissen.

## Diverses
Am Haus Rindermarkt 10, dem Ruffinihaus, neben dem der Turm stand, gibt es (an der Seite zur Pettenbeckstraße) eine Gedenktafel mit einer Darstellung des Turms (Fresko von Karl Wahler) und folgendem Text: „Der Ruffini-Turm, errichtet 1175, abgebrochen 1808.“ Für die genannte Jahreszahl 1175 als Baudatum gibt es keine Belege.